# La Bisbal de Montsant
Bisbal de Montsant är en kommun i Spanien.   Den ligger i provinsen Província de Tarragona och regionen Katalonien, i den östra delen av landet, 400 km öster om huvudstaden Madrid. Antalet invånare är 227.
Terrängen runt La Bisbal de Montsant är kuperad. Runt La Bisbal de Montsant är det glesbefolkat, med 19 invånare per kvadratkilometer. Närmaste större samhälle är Flix, 14,5 km väster om La Bisbal de Montsant. 